# Andrej Cergol
Andrej Cergol [andréj cergól] (tudi Andrej Zergol), slovenski humanist, jezuit, filozof in matematik, * 8. september 1595, Vipavski Križ, † 23. januar 1645, Milje (Millstatt), Avstrija. 
Andrej Cergol (Zergol, Zergoll) je v Celovcu obiskoval gimnazijo (1607–1611) ter retoriko in filozofijo. Septembra 1614 je vstopil v jezuitski red na Dunaju, po opravljenem noviciatu in magisteriju poučeval humaniora (humanistične študije, študij klasičnih jezikov in literature, v višjih razredih klasične gimnazije) v Gradcu (1617–1620),  in v Gorici (1620–1621). Študij filozofije je dopolnil na Dunaju (1621–1623) in nato  poslej profesor na jezuitskem  kolegiju v Gradcu. V letih 1630–1634 je študiral bogoslovje  na Dunaju, postal profesor matematike, moralne teologije in bibličnih ved na univerzi v Gradcu in na Dunaju. Cergol je poučeval tudi v Ljubljani, proti koncu življenja je bil predstojnik samostana v Millstattu. Na Dunaju je leta 1625 izdal Kronološke ugotovitve o letu rojstva in smrti našega gospoda Jezusa Kristusa (Theoremata chronologica de anno ortus ac mortis Domini nostri Jesu Christi ...). V njegovem rokopisnem traktatu o osmih knjigah Aristotelove Fizike je tudi razprava o nebu Disputatio de coelo (1640). Objavil je še več razprav iz kronologije.
Tudi njegov mlajši brat Anton Cergol se je pridružil jezuitom.